# ابوچناری
ابوچناری، روستایی است از توابع بخش مرکزی شهرستان جغتای استان خراسان رضوی ایران. مردم روستای ابوچناری به زبان فارسی خراسانی با گویش سبزواری صحبت می‌کنند.

## جمعیت
این روستا در دهستان جغتای قرار داشته و بر اساس سرشماری سال ۱۳۸۵ جمعیت آن ۱٬۳۵۲ نفر (۳۰۸ خانوار)
بوده است.